# Pitcairnia beachiae
Pitcairnia beachiae är en gräsväxtart som beskrevs av John F. Utley och Burt-utley. Pitcairnia beachiae ingår i släktet Pitcairnia och familjen Bromeliaceae.
Artens utbredningsområde är Costa Rica. Inga underarter finns listade i Catalogue of Life.